# Goldene Regel der Mechanik
Die Goldene Regel der Mechanik drückt den Inhalt des Energieerhaltungssatzes für einfache Beispiele der Mechanik aus. Galileo Galilei formulierte sie 1594: „Was man an Kraft spart, muss man an Weg zusetzen“.
Bei Kraftwandlern (Hebel, Flaschenzug, schiefe Ebene) wird oft angestrebt, eine aufzubringende Kraft (z. B. die Gewichtskraft zum Anheben eines Gegenstandes) durch eine kleinere zu ersetzen. In einfachen Beispielen (die Kraft wirkt genau in die Richtung der Bewegung des Körpers, Reibungsverluste können vernachlässigt werden) lässt sich die aufgewendete Arbeit {\displaystyle W}, also die Veränderung der Energie, als Produkt aus Kraft {\displaystyle F} und Weg {\displaystyle s} berechnen:
{\displaystyle W=F\cdot s}
In Worten: „Arbeit ist Kraft mal Weg“.
Aus der Erhaltung der Gesamtenergie folgt, dass die Änderung des einen Faktors eine entsprechende reziprok proportionale Änderung des anderen Faktors bewirkt. Bei gleicher Arbeit wird also bei kleinerer Kraft der Weg größer, und bei größerer Kraft der Weg kleiner.

## Beispiel
Bei einem gewöhnlichen Faktorenflaschenzug mit {\displaystyle n} tragenden Seilstücken beträgt die erforderliche Kraft zum Heben eines Gegenstandes mit der Gewichtskraft {\displaystyle F_{\mathrm {L} }} nur {\displaystyle F_{\mathrm {Z} }={\frac {F_{\mathrm {L} }}{n}}}. Um eine Höhendifferenz von {\displaystyle h} zu überwinden, ist allerdings die Seillänge {\displaystyle s=n\cdot h} zu ziehen. Die aufzuwendende Energie ist dann (sofern Reibungsverluste vernachlässigt werden): 
{\displaystyle W=F_{\mathrm {Z} }\cdot s={\frac {F_{\mathrm {L} }}{n}}\cdot n\cdot h={\frac {F_{\mathrm {L} }}{\cancel {n}}}\cdot {\cancel {n}}\cdot h=F_{\mathrm {L} }\cdot h}
| bild | {\displaystyle n} | {\displaystyle h} | {\displaystyle F_{L}} | {\displaystyle F_{\mathrm {Z} }={\frac {F_{\mathrm {L} }}{n}}} | {\displaystyle s=n\cdot h} | {\displaystyle W=F_{\mathrm {Z} }\cdot s} |
| bild | 1                 | 0,10 m            | 100 N                 | 100 N                                                          | 0,10 m                     | 10 J                                      |
| bild | 2                 | 0,10 m            | 100 N                 | 50 N                                                           | 0,20 m                     | 10 J                                      |
| bild | 3                 | 0,10 m            | 100 N                 | 33⅓ N                                                          | 0,30 m                     | 10 J                                      |
| bild | 4                 | 0,10 m            | 100 N                 | 25 N                                                           | 0,40 m                     | 10 J                                      |

Hier gilt also: „Was man an Kraft spart, muss man an Seillänge zusetzen.“